# Apache Jelly
Az Apache Jelly egy Java és XML alapú script végrehajtó és feldolgozó motor, mely az XML-t alakítja át végrehajtható kóddá. Jelly az Apache Commons egy komponense.
Saját XML nyelvek készíthetők vele, különböző feldolgozási műveletekhez. Jelly olyan XML alapú feldolgozó motort próbál nyújtani, ami tetszőlegesen kiterjeszthető számos saját művelet támogasásához.

## Clarity Software megvalósítása
A Clarity PPM Software, ( CA Technologies, Inc. leányvállalata) a Jelly-t valamint kiegészítő custom tag könyvtárat használ és terjeszt ki a saját XML Open Gateway alkalmazás megvalósításának architektúrájához. A Clarity nyelvet GEL-nek (angolul Generic Execution Language) is hívják, amely a Jelly könyvtárakon alapuló script nyelv.
A következő példa bemutatja, hogy a Clarity hogyan valósítja meg a klasszikus "Hello World" programot.
```
<gel:script
 
xmlns:j=
"jelly:core"
 
xmlns:gel=
"jelly:com.niku.union.gel.GELTagLibrary"
>

  
<j:forEach
 
indexVar=
"i"
 
begin=
"1"
 
end=
"3"
>

    
<gel:out>
Hello
 
World
 
${i}!
</gel:out>

  
</j:forEach>

</gel:script>

```

## Fordítás
Ez a szócikk részben vagy egészben  az   Apache Jelly című angol Wikipédia-szócikk ezen változatának fordításán alapul.  Az eredeti cikk szerkesztőit annak laptörténete sorolja fel. Ez a jelzés csupán a megfogalmazás eredetét és a szerzői jogokat jelzi, nem szolgál a cikkben szereplő információk forrásmegjelöléseként.